# Hypoponera mandibularis
Hypoponera mandibularis es una especie de hormiga del género Hypoponera, subfamilia Ponerinae.